# Strathewen
Strathewen är en del av en befolkad plats i Australien. Den ligger i kommunen Nillumbik och delstaten Victoria, omkring 40 kilometer nordost om delstatshuvudstaden Melbourne. Antalet invånare är 147.
Närmaste större samhälle är Doreen, omkring 12 kilometer sydväst om Strathewen.
I omgivningarna runt Strathewen växer i huvudsak städsegrön lövskog. Runt Strathewen är det ganska glesbefolkat, med 34 invånare per kvadratkilometer. Genomsnittlig årsnederbörd är 1 244 millimeter. Den regnigaste månaden är juli, med i genomsnitt 140 mm nederbörd, och den torraste är januari, med 49 mm nederbörd.